# Grand Bay-Westfield
Grand Bay-Westfield ist eine Stadt im Kings County in der kanadischen Provinz New Brunswick mit 4964 Einwohnern (Stand: 2016). 2011 betrug die Einwohnerzahl 5117.

## Geografie
Grand Bay-Westfield liegt 20 Kilometer nördlich der Bay of Fundy, am Westufer des Saint John River sowie an den Verbindungsstraßen New Brunswick Route 102 und New Brunswick Route 177. Die New Brunswick Route 7 tangiert den Ort im Westen. Für den Transport auf die östliche Seite des Saint John River steht eine Seilfähre zur Verfügung. Saint John befindet sich in einer Entfernung von rund 15 Kilometern im Südosten, Oromocto rund 50 Kilometer entfernt im Nordwesten.

## Geschichte
Ursprünglich war die Gegend von Maliseetindianern bewohnt. Später siedelten sich Akadier und Loyalisten an und gründeten die Orte Grand Bay und Westfield. Der Name Grand Bay wurde von dem französischen Forschungsreisenden und Kolonisator Samuel de Champlain wegen der Nähe zur Bay of Fundy bzw. der eindrucksvollen Aussicht auf die umgebenden Gewässer gewählt. Es wird angenommen, dass Westfield den Namen von Siedlern, die aus Westfield in Massachusetts stammten, erhielt. Als Wohngegend zur nahen City Saint John war die Region auch als cottage country bekannt.  Hauptlebensgrundlage der Bewohner war die Holzwirtschaft. Am 1. Januar 1998 vereinigten sich die beiden Orte zur Stadt Grand Bay-Westfield.
Heute ist ein Großteil der Einwohner in den nahe gelegenen Betrieben der Moosehead-Brauerei, des J. D. Irving Mischkonzerns sowie des Kernkraftwerks Point Lepreau beschäftigt.